# Oscar Arnoldson
Oscar Arnoldson   (ciutat d'Estocolm, 4 de juliol de 1830 - Karlovy Vary, 8 de juny de 1881) va ser un cantant d'òpera (tenor) suec.

## Biografia
Arnoldson va començar a estudiar a Uppsala el 1849 i es va graduar en música de cambra el 1854. Va debutar al "Mindre Teatern d'Estocolm" el 1855 com a Farinelli i va ser contractat per l'Òpera d'Estocolm el 1858. Durant el seu apogeu, va ser una força de suport allà. Entre altres coses, va interpretar a Radamès a Aïda a l'estrena sueca, el 1880.
Va esdevenir membre núm. 408 de la Reial Acadèmia de Música de Sueca el 24 de febrer de 1865. A la primavera de 1881 va patir un problema a la gola i va haver d'abandonar l'escenari. El fet de saber que potser mai no podrà tornar a cantar el va afectar molt, i durant una visita a Karlovy Vary el juliol d'aquell any es va treure la vida.
Arnoldson va ser el pare de l'actriu Lotten Arnoldson (1859–1904), la cantant Sigrid Arnoldson (1861–1943) i el metge Nils Arnoldson (1872–1939).

## Galeria d'imatges

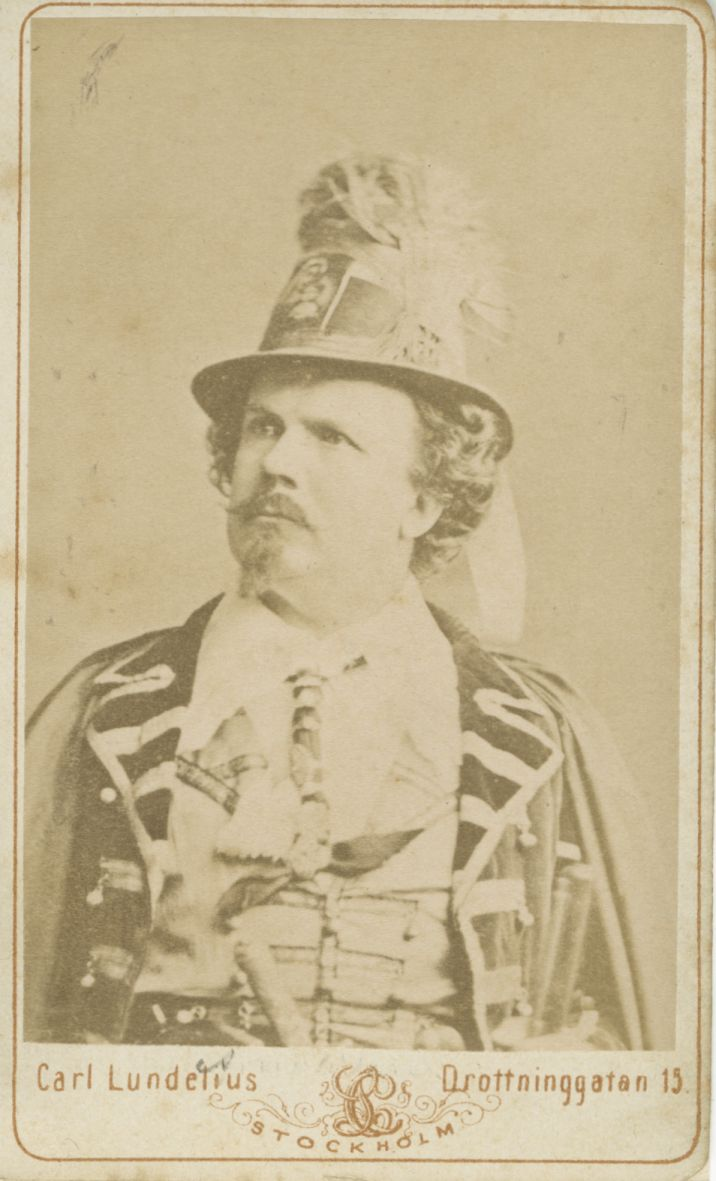
Retrat de Karl Oskar Arnoldson
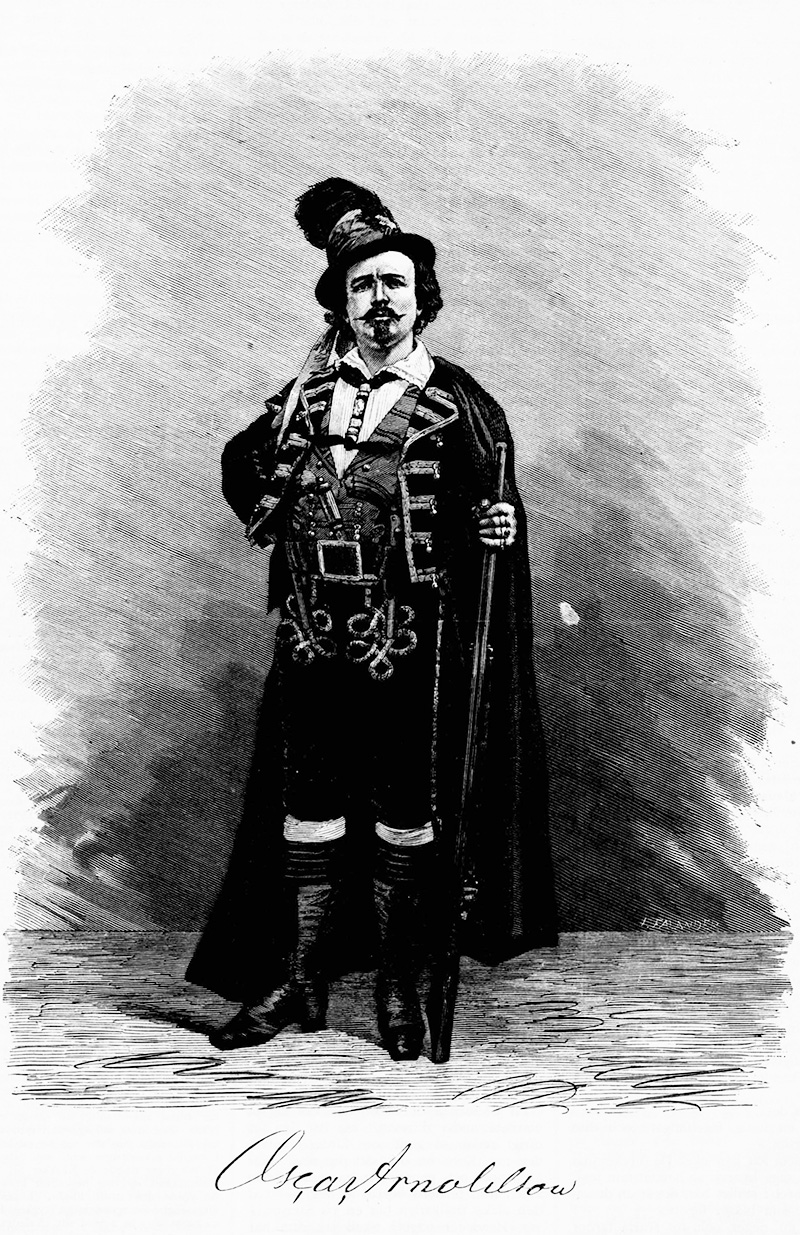
Xilografia d'Ida Falander a la revista de música sueca el 1881.

## Referéncies
1. ↑  Törnblom, Folke H, Operans historia, sidan 316, Bonnier Fakta, 1965, 1984.